# Atrachea sordidula
Atrachea sordidula là một loài bướm đêm trong họ Noctuidae.